# Король Артур (фільм, 2024)
«Король Артур» (англ. Arthur the King) — художній фільм режисера Саймона Селлана Джонса. У головних ролях у фільмі знялися Марк Волберг і Сіму Лю. В основі сюжету документальна книга Мікаеля Лінднорда 2017 року «Arthur: The Dog Who Crossed The Jungle To Find A Home».

## Сюжет
Сюжет фільму натхнений реальною історією. Лінднорд, капітан шведської команди екстремальних гонок, який зустрів і потоваришував з пораненим бродячим собакою під час 400-мильних перегонів еквадорськими джунглями, де вони перетинали річки, боролися з хворобами і травмами в найсуворіших умовах.

## В ролях
- Марк Волберг — Майкл Лайт[2]
- Сіму Лю — Лео
- Наталі Еммануель — Олівія
- Джульєтта Райленс — Гелена Лайт
- Алі Суліман — Чік
- Роб Коллінз
- Майкл Ландес
- Бер Гріллз — камео

## Виробництво
Спочатку режисером фільму мав стати Балтазар Кормакур, але він відмовився від участі через конфлікти з розкладом.
У липні 2019 року стало відомо, що головну роль у фільмі отримав Марк Волберг. Він зіграє Лінднорда. У грудні 2020 року до акторського складу приєдналися Сіму Лю, Алі Суліман та Роб Коллінз. Саймон Селлан Джонс замінив Кормакура.
Зйомки проходили в Домініканській Республіці, і станом на січень 2022 року фільм перебуває на стадії пост-продакшну.